# Sărata-Mereșeni, Hîncești
Sărata-Mereșeni este un sat din cadrul comunei Mereșeni din raionul Hîncești, Republica Moldova.

## Demografie

### Structura etnică
Structura etnică a localității conform recensământului populației din 2004:
| Grup etnic                    | Populație | % Procentaj |
| ----------------------------- | --------- | ----------- |
| Ucraineni                     | 388       | 58,35%      |
| Băștinași declarați Moldoveni | 235       | 35,34%      |
| Ruși                          | 35        | 5,26%       |
| Bulgari                       | 1         | 0,15%       |
| Alții                         | 6         | 0,90%       |
| Total                         | 665       |             |

## Social
În prezent satul dispune de un gimnaziu, un punct medical, o grădiniță de copii, o casa de cultură, bibliotecă și două locașuri de închinare religioasă a celor două culte creștine – biserica baptistă și cea penticostală.
Problema demografică, care domină în Republica Moldova, precum și în această regiune este migrarea populației și părăsirea locului de trai în căutarea unui loc de muncă care i-ar asigura o viață mai decentă. Această problemă agravează și mai mult situația economică și socială din zonă.